# Ilse (fartyg)
Ilse är ett k-märkt svenskt tidigare seglande tjänstefartyg.
Ilse byggdes på Jesper Andersson och H Hanssons varv på Lindholmen i Göteborg 1908 som Tjänstebåt 532, lotskuttern Ilse för Kungliga Lotsstyrelsen. Hon var byggd efter Lotsstyrelsen 1905 fastställda specifikationer för en "3:e klassens lotskutter", en gaffelriggad koster med klyvare och toppsegel.
Ilse tjänstgjorde 1908–1958 på Väderöarnas lotsplats. Hon k-märktes 2007.